# Jansen (sobrenome)
Jansen é um sobrenome da língua neerlandesa de origem holandesa. O nome de família Jansen é um sobrenome patronímico que significa 'filho de Jan'.  É o segundo sobrenome mais usado por famílias nos Países Baixos, após De Jong. Sua variação Janssen também encontra-se entre os sobrenomes mais usados no país europeu. Seu equivalente na língua inglesa é Johnson. Posteriormente, o sobrenome Jansen se espalhou através da Diáspora neerlandesa para outros países como Alemanha, Bélgica, Brasil, Canadá e Estados Unidos, entre outros.

## Portadores do sobrenome Jansen
- Cornelius Jansen, filósofo e teólogo holandês
- Dolf Jansen, apresentador de televisão e comediante holandês
- Flávio Jansen, empresário brasileiro
- Floor Jansen, cantora holandesa
- Harrie Jansen, ex-ciclista holandês
- Jan Jansen, ex-ciclista holandês
- Janine Jansen, violonista holandesa
- Justo Jansen, geógrafo brasileiro
- Laura Jansen, cantora e compositora holando-americana
- Marcell Jansen, jogador de futebol alemão
- Marius Jansen, professor universitário e historiador estadounidense
- Mark Jansen, guitarrista holandês
- Theo Jansen, artista e escultor cinético holandês
- Wim Jansen, jogador de futebol holandês